# Народный фронт сил Исламской революции
Народный Фронт сил Исламской революции (перс. جبهه مردمی نیروهای انقلاب اسلامی‎), акроним ДЖАМНА (перс. جمنا‎) — объединение политических революционных партий, которое было создано 25 декабря 2016 года с целью консолидации консервативных сил и выставления единого кандидата на президентских выборах 2017 года. Он был сформирован десятью видными деятелями разных политических партий Ирана, а в его руководство в своем большинстве вошли представители нового поколения консерваторов, многие из которых работали в правительстве М. Ахмадинежада.

## История
В городе Шахре Афтаб 23 февраля 2017 года состоялось первое национальное собрание Народного Фронта, в котором приняли участие свыше 3000 представителей из 25 партий. На этом собрании были избраны 30 членов Центрального совета (в их числе были основатели Фронта и такие известные политики, как экс-спикер Меджлиса Хаддад Адель), а также проведено голосование по определению 10 лучших кандидатов на президентских выборах 2017 года. Первые три места среди кандидатов заняли Ибрагим Раиси, Парвиз Фаттах и Мохаммад-Багер Галибаф.
Свое второе собрание Фронт провел 6 апреля 2017 года. На нем был представлен финальный список кандидатов на президентских выборах, состоящий из пяти имен. В него вошли: Ибрагим Раиси, Алиреза Закани, Мехрдад Базрпаш, Мохаммад-Багер Галибаф и Парвиз Фаттах.
По словам одного из основателей этого политического движения, Хамидрезы Хаджи Бабаи, Исламская революция 1979 года «нуждается в новой крови, чтобы продолжить свой путь». Он подчеркнул, что Фронт — не просто предвыборная коалиция, и вне зависимости от того, выиграет он или проиграет на голосовании 19 мая, он будет продолжать «продвигать подлинные идеалы революции».

## Принципы Народного Фронта сил Исламской революции
В манифесте Народного Фронта указаны следующие его принципы: 
- Взаимосвязь политики и веры в Бога (политика как вера в Бога, и вера в Бога как политика)
- Стойкость и решимость в отношении внешних врагов, противодействие лицемерам и мятежникам внутри государства
- Сохранение и защита священных принципов Исламской республики
- Единство
- Ориентированность на нужды народа
- Эффективное управление страной[5].

## Оценка деятельности
Старший научный сотрудник Центра изучения стран Ближнего и Среднего Востока ИВ РАН Елена Дунаева пишет, что Фронту так и не удалось договориться о выдвижении общих кандидатов с радикальным крылом консерваторов, руководителем которого считается аятолла Месбах Йезди, и «консерваторами-традиционалистами», или умеренными консерваторами. Старейшая партия традиционалистов — «Исламская коалиция» — сразу же заявила о выдвижении своего кандидата - Сейеда Мостафы Мирсалима (бывшего министра культуры и исламской ориентации, в настоящее время председателя Центрального совета партии). Отражением внутренних разногласий среди сил, вошедших в «Народный Фронт», стало выдвижение от его имени пяти кандидатов, лишь двое из которых были допущены к выборам.